# Liễm pháo
Liễm pháo hay Pháo liễm là một thế trận khai cuộc trong Cờ tướng, trong khai cuộc này người chơi sẽ di chuyển quân pháo vào vị trí sau quân Tốt (lộ 3 hoặc lộ 7).

## Giới thiệu
Trong cờ tướng có một số thế trận khai cuộc kỳ lạ gọi là khai cuộc lãnh môn, khai cuộc lãnh môn có đặc điểm là hiểm gặp trong những giải đấu, Liễm pháo thuốc loại khai cuộc lãnh môn thông thường mục đích của trần hình này là để đẩy đối phương vào hình cờ lạ khiến đối thủ mất phương hướng dẫn đến mắc những cạm bẫy đã được chuẩn bị từ trước, Tuy vậy nhưng trận hình này cũng giống như con dao hai lưỡi, bên cạnh tính bất ngờ và tính sáng tạo nó cũng ẩn chứa những mỗi rủi tiềm tàng kém triển khai quân hơn nữa quân pháo cản chân mã khiến cho trung lộ mỏng, nếu không cẩn thận còn có thể sẽ bị đối phương bẫy ngược.

## Các nước biến trong khai cuộc
Khai cuộc pháo liễm có hai nước biến là Tốt để pháo và Kim câu pháo.

### Kim câu pháo
Trong nước đi này người chơi di chuyển Pháo bên này qua cung sát quân Pháo cánh bên.

### Tốt để pháo
Tùy vào việc người chơi di chuyển quân Pháo bên nào nếu đi Pháo 8 thì sẽ di chuyển vào lộ 7, còn nếu đi Pháo 2 thì sẽ di chuyển tới lộ 3 để hình thành nước biến Tốt để pháo.